# トゥマナワ・タファイ
トゥマナワ・タファイ（Tumanawa Tawhai、1994年10月15日 - ）は、北海道バーバリアンズに所属するラグビーユニオン選手。

## プロフィール
- ポジションはウィング(WTB)。
- 身長 180cm、体重 86kg
- 7人制日本代表に選ばれたことがある[1]。

## 略歴
ニュージーランド・インスティチュート・オブ・スポーツ卒業後、北海道バーバリアンズに加入。